# 瓦尔德 (巴登-符腾堡州)
瓦尔德是德国巴登-符腾堡州的一个市镇。总面积43.87平方公里，总人口2693人，其中男性1223人，女性1470人（2011年12月31日），人口密度61人/平方公里。